# Thais Souza Wiggers
Thais Souza Wiggers (Florianópolis, 24 ottobre 1985) è una modella e showgirl brasiliana.

## Biografia

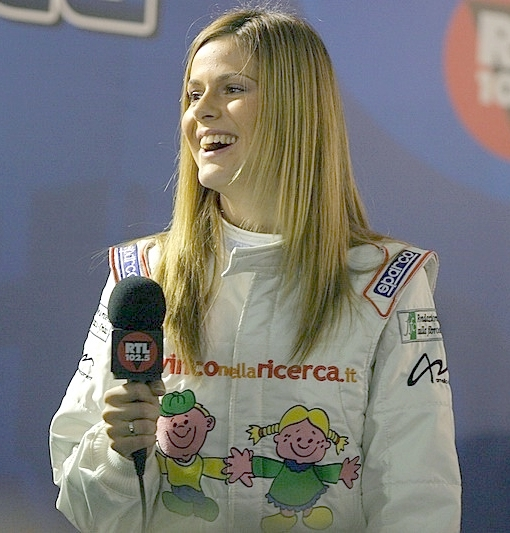
Thais nel 2007, in veste di pilota al Monza Rally Show

All'età di quattordici anni inizia a frequentare il mondo della moda. Nel 2000 prende parte al concorso di bellezza Summer Face, nel quale si classifica seconda (ma si rifarà poi nell'edizione successiva), e in altre kermesse. Successivamente soggiorna a Miami, dove conclude gli studi liceali mentre continua a mantenere i suoi impegni come modella, e dove nel 2004, con le supermodelle Adriana Lima e Naomi Campbell, posa rispettivamente sui set di due campagne pubblicitarie della TIM.
Nel 2004 si trasferisce in Italia, dove lavora come modella e successivamente in televisione, protagonista di alcuni spot pubblicitari. Il 26 settembre 2005 è scelta come nuova velina bionda (al naturale è mora) del programma televisivo Striscia la notizia, in onda su Canale 5, con il quale ha guadagnato popolarità insieme all'altra velina, la mora Melissa Satta; viene poi confermata anche per le edizioni 2006-2007 e 2007-2008 (in quest'ultima edizione, a causa della sua gravidanza, viene sostituita dal 7 gennaio al 7 giugno dalla connazionale Veridiana Mallmann).
Nel luglio 2009, a Cattolica, è stata membro della giuria (con Alba Parietti, Jonathan Kashanian, Raffaella Fico e Sofia Bruscoli) della finale italiana di The Look of the Year, concorso di bellezza condotto da Cristina Chiabotto e da Tommy Vee. Dopo la maternità, nel 2008 aveva anche condotto su GXT il programma American Gladiators insieme a Pierluigi Pardo; è stata poi guest star della sitcom Favelas, bed and breakfast, in onda nel 2011 su Comedy Central, con il duo comico Pali e Dispari nella veste di protagonisti.
Dopo l'esperienza a Striscia la notizia, è apparsa soprattutto come ospite televisivo o come volto di alcune telepromozioni all'interno dei programmi Mediaset. Nel 2025, in coppia con Elena Barolo, ha partecipato come concorrente al reality The Couple - Una vittoria per due.

## Vita privata
Dal 2006 al 2009 ha avuto una relazione con Teo Mammucari, dal quale nel 2008 ha avuto una figlia. Dal 2010 al 2018 è stata legata a Paul Baccaglini.

## Programmi TV
- Striscia la notizia (2005-2008)
- The Couple - Una vittoria per due (2025)